# U-17-Fußball-Südamerikameisterschaft der Frauen 2022
Die U-17-Fußball-Südamerikameisterschaft der Frauen 2022 fand vom 1. bis zum 19. März 2022 statt. Es war in Nachfolge des geplanten und aufgrund der COVID-19-Pandemie abgesagten Turniers 2020 die achte Ausgabe des Turniers.
Der Turniersieger sowie die Zweit- und Drittplatzierten qualifizierten sich für die U-17-Weltmeisterschaft 2022 in Indien. Aus der Veranstaltung ging die U-17 Brasiliens zum vierten Mal als Sieger hervor. Torschützenkönigin des Turniers war mit neun erzielten Treffern die Brasilianerin Jhonson.

## Spielorte
Die Partien der U-17-Südamerikameisterschaft wurden alle im Estadio Charrúa in Montevideo ausgetragen:

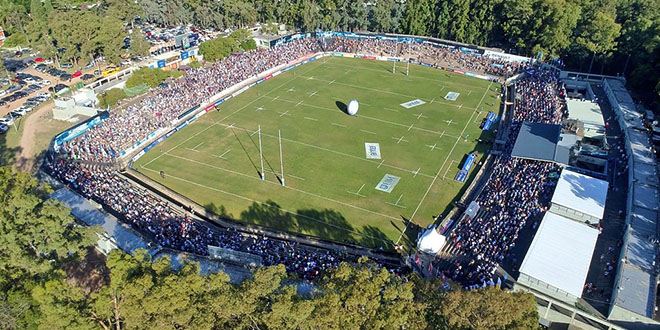
Estadio Charrúa (14.000 Plätze)

## Modus
Gespielt wurde eine Vorrunde in zwei Fünfer-Gruppen. Die anschließende Finalphase mit den zwei gruppenbesten Mannschaften wurde im Gruppenmodus ausgetragen.
Es nahmen am Turnier die Nationalmannschaften Argentiniens, Boliviens, Brasiliens, Chiles, Ecuadors, Kolumbiens, Paraguays, Perus, Uruguays und Venezuelas teil.
Teilnahmeberechtigt waren Spielerinnen, die zwischen dem 1. Januar 2005 und dem 31. Dezember 2007 geboren wurden. Jede Mannschaft konnte maximal 22 und mindestens 18 Spielerinnen registrieren, darunter mindestens 2 Torhüterinnen.
Die Zuordnung zu den Gruppen wurde am 3. Februar 2022 in der Zentrale des CONMEBOL in Luque durchgeführt. Gastgeber Uruguay war in Gruppe A und Titelverteidiger Brasilien in Gruppe B gesetzt. Die verbleibenden acht Teams wurden basierend auf den Platzierungen, die sie in der letzten gespielten Ausgabe des Turniers erreicht hatten, auf vier aufgeteilt. Die Termine für die Aufeinandertreffen wurden am selben Tag bekannt gegeben.
| Topf A         | Topf B        | Topf C           | Topf D         |
| -------------- | ------------- | ---------------- | -------------- |
| Kolumbien (2.) | Chile (5.)    | Argentinien (7.) | Ecuador (9.)   |
| Venezuela (4.) | Paraguay (6.) | Peru (8.)        | Bolivien (10.) |

## Vorrunde
Im Falle eines Punktegleichstands wurde die Klassifizierung nach folgendem System vorgenommen:
1. Direkter Vergleich
2. Tordifferenz
3. Anzahl Rote Karten
4. Anzahl Gelbe Karten
5. Auslosung

### Gruppe A
| Pl.                             | Land      | Sp. | S | U | N | Tore    | Diff. | Punkte |
| ------------------------------- | --------- | --- | - | - | - | ------- | ----- | ------ |
| 1.                              | Kolumbien | 4   | 4 | 0 | 0 | 015:100 | +14   | 12     |
| 2.                              | Chile     | 4   | 2 | 1 | 1 | 006:400 | +2    | 07     |
| 3.                              | Ecuador   | 4   | 2 | 0 | 2 | 005:700 | −2    | 06     |
| 4.                              | Uruguay   | 4   | 1 | 1 | 2 | 004:400 | ±0    | 04     |
| 5.                              | Peru      | 4   | 0 | 0 | 4 | 001:150 | −14   | 0      |
| Qualifiziert für die Finalrunde |           |     |   |   |   |         |       |        |

|           |   |           |           |
| 1.3.      |   |           |           |
| Ecuador   | – | Chile     | 0:1 (0:1) |
| Uruguay   | – | Peru      | 2:0 (2:0) |
| 3.3.      |   |           |           |
| Peru      | – | Kolumbien | 0:7 (0:3) |
| Uruguay   | – | Ecuador   | 1:2 (0:1) |
| 5.3.      |   |           |           |
| Peru      | – | Ecuador   | 1:3 (1:1) |
| Kolumbien | – | Chile     | 3:1 (3:1) |
| 7.3.      |   |           |           |
| Kolumbien | – | Ecuador   | 4:0 (3:0) |
| Uruguay   | – | Chile     | 1:1 (0:0) |
| 9.3.      |   |           |           |
| Chile     | – | Peru      | 3:0 (1:0) |
| Uruguay   | – | Kolumbien | 0:1 (0:0) |

### Gruppe B
| Pl.                             | Land        | Sp. | S | U | N | Tore    | Diff. | Punkte |
| ------------------------------- | ----------- | --- | - | - | - | ------- | ----- | ------ |
| 1.                              | Brasilien   | 4   | 4 | 0 | 0 | 021:000 | +21   | 12     |
| 2.                              | Paraguay    | 4   | 2 | 1 | 1 | 009:700 | +2    | 07     |
| 3.                              | Argentinien | 4   | 2 | 1 | 1 | 006:400 | +2    | 07     |
| 4.                              | Venezuela   | 4   | 1 | 0 | 3 | 002:110 | −9    | 03     |
| 5.                              | Bolivien    | 4   | 0 | 0 | 4 | 002:180 | −16   | 0      |
| Qualifiziert für die Finalrunde |             |     |   |   |   |         |       |        |

|             |   |             |           |
| 2.3.        |   |             |           |
| Bolivien    | – | Paraguay    | 1:5 (1:4) |
| Argentinien | – | Brasilien   | 0:3 (0:2) |
| 4.3.        |   |             |           |
| Argentinien | – | Venezuela   | 1:0 (1:0) |
| Bolivien    | – | Brasilien   | 0:7 (0:5) |
| 6.3.        |   |             |           |
| Argentinien | – | Bolivien    | 4:0 (0:0) |
| Venezuela   | – | Paraguay    | 0:3 (0:2) |
| 8.3.        |   |             |           |
| Venezuela   | – | Bolivien    | 2:1 (0:0) |
| Paraguay    | – | Brasilien   | 0:5 (0:5) |
| 10.3.       |   |             |           |
| Paraguay    | – | Argentinien | 1:1 (0:1) |
| Brasilien   | – | Venezuela   | 6:0 (4:0) |

## Finalrunde
Im Falle eines Punktegleichstands wurde die Klassifizierung nach folgendem System vorgenommen:
1. Direkter Vergleich
2. Punkte in den Spielen zwischen den betreffenden Mannschaften
3. Tordifferenz in den Spielen zwischen den betreffenden Mannschaften
4. Tordifferenz in allen Gruppenspielen
5. Anzahl der in allen Gruppenspielen erzielten Tore
6. Anzahl Rote Karten
7. Anzahl Gelbe Karten
8. Auslosung

| Pl.                                                                                            | Land      | Sp. | S | U | N | Tore    | Diff. | Punkte |
| ---------------------------------------------------------------------------------------------- | --------- | --- | - | - | - | ------- | ----- | ------ |
| 1.                                                                                             | Brasilien | 3   | 3 | 0 | 0 | 012:000 | +12   | 09     |
| 2.                                                                                             | Kolumbien | 3   | 2 | 0 | 1 | 005:100 | +4    | 06     |
| 3.                                                                                             | Chile     | 3   | 1 | 0 | 2 | 001:110 | −10   | 03     |
| 4.                                                                                             | Paraguay  | 3   | 0 | 0 | 3 | 000:700 | −7    | 0      |
| U-17-Südamerikameister und qualifiziert für die U-17-WM 2022 Qualifiziert für die U-17-WM 2022 |           |     |   |   |   |         |       |        |

|           |   |           |           |
| 13.3.     |   |           |           |
| Brasilien | – | Chile     | 8:0 (5:0) |
| Kolumbien | – | Paraguay  | 2:0 (1:0) |
| 16.3.     |   |           |           |
| Chile     | – | Kolumbien | 0:2 (0:0) |
| Paraguay  | – | Brasilien | 0:3 (0:1) |
| 19.3.     |   |           |           |
| Paraguay  | – | Chile     | 0:2 (0:0) |
| Kolumbien | – | Brasilien | 0:1 (0:0) |

## Schiedsrichterinnen
- Gabriela Coronel
  - Assistentinnen: María Eugenia Rocco und Carla Belén López
- Alejandra Quisbert
  - Assistentinnen: Maricela Urapuca und Amalia Carrasco
- Andreza Siqueira
  - Assistentinnen: Fernanda Gomes Antunes und Anne Kesy Gomes de Sa
- Yomara Salazar
  - Assistentinnen: Leslie Vásquez und Marcia Castillo
- Paula Fernández
  - Assistentinnen: Mayra Sánchez und Iris Alicia Alarcón
- Verónica Guazhambo
  - Assistentinnen: Joselyn Romero und Stefania Paguay
- Angelina Rodas
  - Assistentinnen: Nadia Weiler und Rossana Salinas
- Gaby Oncoy
  - Assistentinnen: Thyty Rodríguez und Gabriela Moreno
- Nadia Fuques
  - Assistentinnen: Luciana Mascaraña und Belén Clavijo
- María Eugenia Herrán
  - Assistentinnen: Laura Cárdenas und Thaity Dugarte

Unterstützungsschiedsrichterinnen:
- Antonella Álvarez
- Silvia Ríos